# Vilhjalmur Stefansson
Vilhjalmur Stefansson (Gimli, 3 novembre 1879 – 26 agosto 1962) è stato un esploratore ed etnologo canadese.

## Biografia
Vilhjalmur Stefansson, nato William Stephenson, nacque a Gimli nel Manitoba (Canada) nel 1879 da genitori trasferitisi dall'Islanda due anni prima. Dopo aver perso due figli durante un periodo di inondazioni, nel 1880 la famiglia si trasferì nel Dakota del Nord. Venne istruito nelle università del Dakota del Nord ed in quella dell'Iowa. Durante i suoi anni di college cambiò il suo nome in Vilhjalmur Stefansson. Oltre che nelle sopracitate università studiò anche antropologia presso l'Università di Harvard, dove inoltre insegnò per due anni.
Nel 1904 e 1905 Stefansson fece ricerche archeologiche in Islanda. Reclutato da Ejnar Mikkelsen ed Ernest de Koven Leffingwell per la loro spedizione polare, visse con gli Inuit nel delta del Mackenzie durante l'inverno 1906-1907, ritornando poi da solo attraverso i fiumi Porcupine e Yukon. Sotto gli auspici del museo americano di storia naturale di New York lui e il Dottor Rudolph Martin Anderson si impegnarono nello studio etnologico delle coste dell'Artico centrale del Nord-America dal 1908 al 1912.
Nel 1908 Stefensson prese una decisione che ebbe effetto sul resto della sua permanenza in Alaska: assunse la guida inuit Natkusiak, il quale sarebbe poi rimasto con lui per il resto della spedizione in Alaska; quando conobbe Natkusiak, la guida Inuit lavorava per il capitano George Baker Leavitt, capitano di una baleniera e amico di Stefansson, che spesso portava i rifornimenti di provviste che arrivavano dal museo americano di storia naturale agli esploratori dell'artico. Nel 1910 Stefansson scoprì un gruppo di eschimesi mai visto prima: i blond esquimos chiamati poi copper inuit, i quali non avevano mai visto prima l'uomo bianco.

## Bibliografia

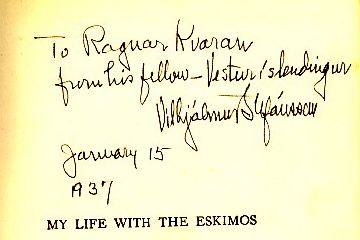
Scritto autografo